# جون روان (عسكري)
جون روان (بالإنجليزية: John Rowan)‏ هو عسكري أمريكي، ولد في 6 سبتمبر 1919 في سانت بول في الولايات المتحدة، وتوفي في 6 أكتوبر 2012.